# Gómez Plata
Gómez Plata è un comune della Colombia facente parte del dipartimento di Antioquia.
Il centro abitato venne fondato da un gruppo di coloni nel 1760, mentre l'istituzione del comune è del 20 maggio 1903.